# More and More (Captain-Hollywood-Project-Lied)

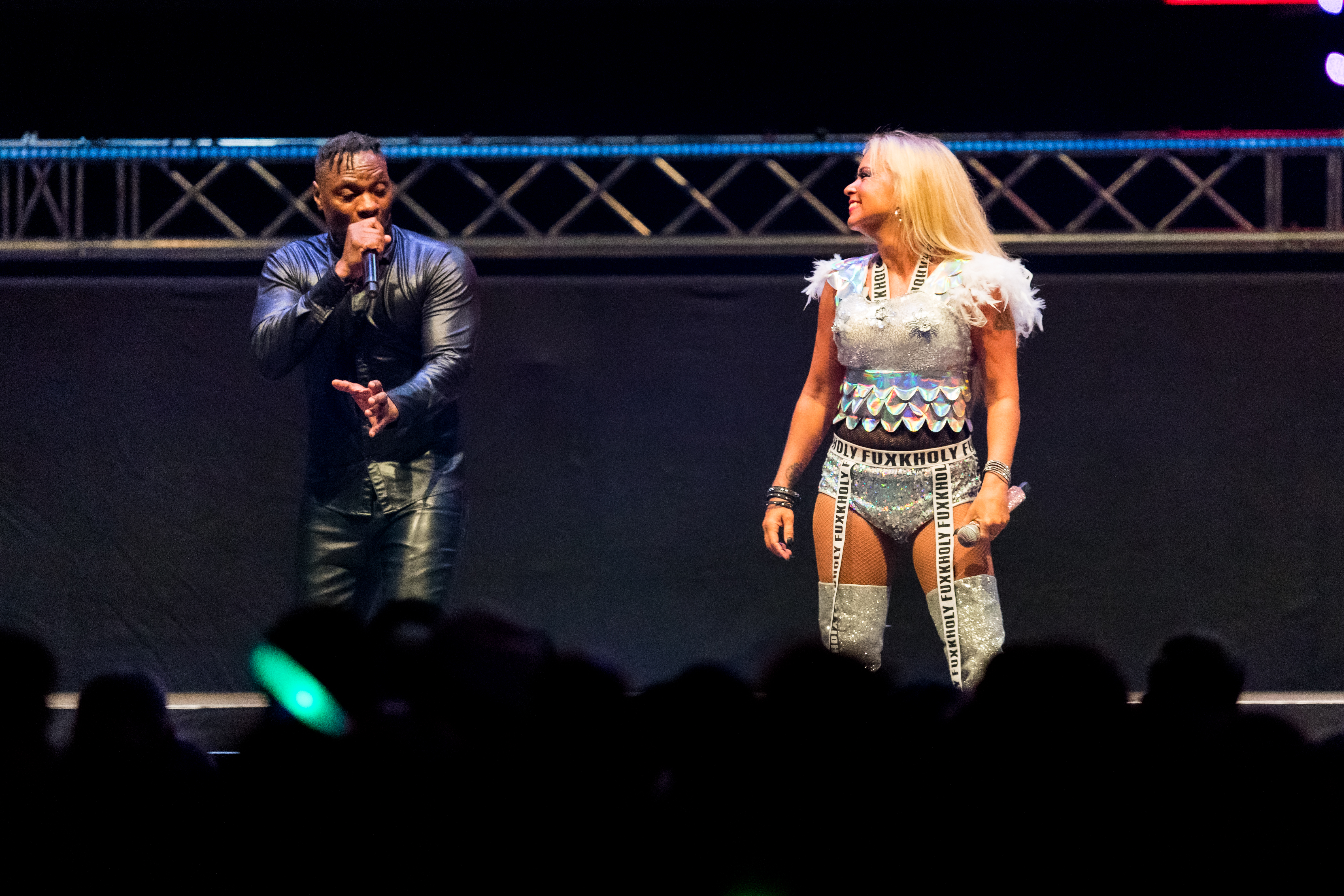
Captain Hollywood Project live

More and More ist ein Lied von Giora Schein, Oliver Reinecke, Nosie Katzmann und Tony Dawson Harrison, das in der Interpretation der deutschen Dancefloor-Formation Captain Hollywood Project im Juli 1992 veröffentlicht wurde; Produzenten waren Cyborg und DMP. Es war die erste Single aus dem Debütalbum Love Is not Sex des Captain Hollywood Project. Sängerin ist Nina Gerhard. In Deutschland wurde die Single vier Wochen zum Nummer-eins-Hit, in den USA erreichte sie im Juni 1993 Platz 17 in den Billboard Hot 100.
More and More ist der Titelsong des ersten Sketches mit den Roxbury Guys in der US-amerikanischen Late-Night-Show Saturday Night Live.

## Rezeption

### Chartplatzierungen
| ChartsChartplatzierungen       | Höchstplatzierung | Wochen |
| ------------------------------ | ----------------- | ------ |
| Deutschland (GfK)              | 1 (37 Wo.)        | 37     |
| Österreich (Ö3)                | 3 (15 Wo.)        | 15     |
| Schweiz (IFPI)                 | 3 (23 Wo.)        | 23     |
| Vereinigtes Königreich (OCC)   | 23 (6 Wo.)        | 6      |
| Vereinigte Staaten (Billboard) | 17 (20 Wo.)       | 20     |

### Auszeichnungen für Musikverkäufe
| Land/Region        | Auszeichnungen für Musikverkäufe (Land/Region, Auszeichnung, Verkäufe) | Verkäufe |
| ------------------ | ---------------------------------------------------------------------- | -------- |
| Deutschland (BVMI) | Platin                                                                 | 500.000  |
| Insgesamt          | 1× Platin ·                                                            | 500.000  |